# Santa Maria La Nova (Palermo)

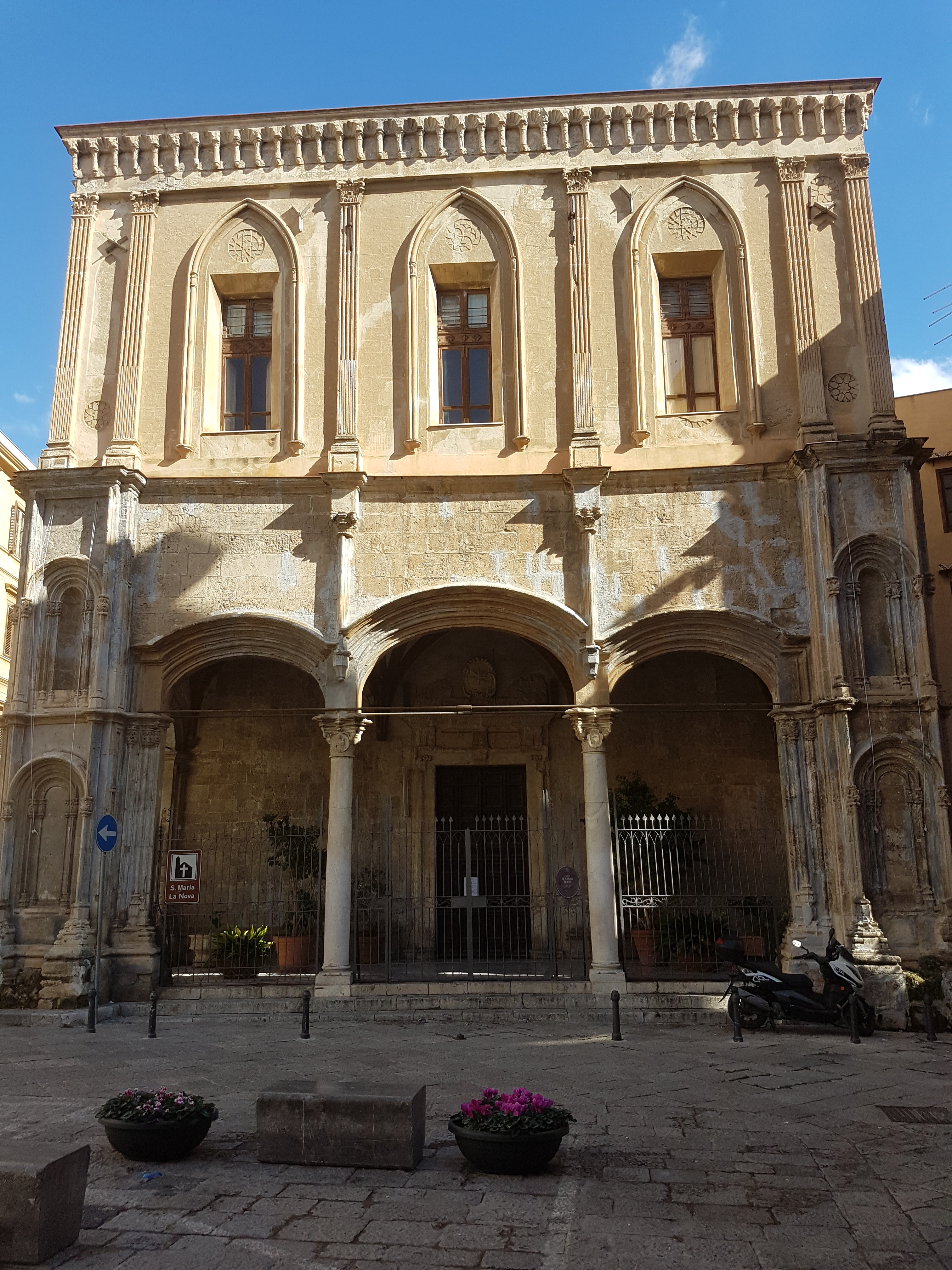
Santa Maria La Nova (Palermo)

Santa Maria la Nova ist eine Kirche im Stil der Renaissance in Palermo.

## Beschreibung
An der heutigen Piazza San Giacomo La Marina wurde zusammen mit einem Hospital im 14. Jahrhundert die Kirche Santa Maria erbaut und zwischen 1522 und 1531 als dreischiffiger Bau im Stil der Renaissance erneuert und durch Giorgio Di Faccio mit einer oktogonalen Kuppel gekrönt. 1585 gründete sich hier die Deputazione per la redenzione dei cattivi, eine Einrichtung zum Sammeln von Lösegeldern für gefangen genommene Christen durch die Türken. Die Westfassade wird beherrscht durch eine dreibogige Loggia, die dem Vorbild der palermiatischen Kirche Santa Maria della Catena folgt.
Das Innere ist aufwändig mit Stuck von Procopio Serpotta dekoriert. Im rechten Seitenschiff befindet sich das monumentale Grabmal der Familie Giancardo aus dem 18. Jahrhundert.

## Ausstattung
- Antonio Manno: Skulptur Tafelbild „Madonna di Monserraro mit S. Ninfa, S. Biagio, S. Antonio Abate und S. Sebastiano“ (1774), „Jungfrau Maria mit Santa Rosalia“ und „Transition der Jungfrau Maria“ (1774)
- Gaetano Mercurio: Tafelbild „Heilige Familie, Geburt der Maria und San Francesco di Paolo“
- Pietro Albina: Hauptaltarbild „Madonna Immacolata“ (1623)
- Giulio Musca: „Auffindung des Kreuzes“ (1592–95)
- Girolamo Bagnasco: Holzstatue „Madonna Addolorata“ (Schmerzensmutter)